# Ander Valverde
Ander Valverde (vocalista, compositor) és fundador de la banda espanyola Green Valley.
En 2001 Ander va començar la seva carrera musical a Vitòria, en 2004 va formar la seva banda, i anys mes tarda en 2006 es va traslladar a Barcelona. Encara que durant el pas dels anys Green Valley ha canviant algun dels seus músics, l'essència i l'energia continuen sent la mateixa que el primer dia.
Va començar a escriure les seves primeres lletres de rap amb 14 anys amb els seus amics pel País Basc escoltant a artistes com a Violadores de Verso, CPV o Molt Noi, més tard va començar a escoltar a Bob Marley amb el disc ¨Uprising¨ i en aquest moment va començar a ficar-se en el món del reggae i voler enviar un missatge a través de la música.
En 2002 va treure la seva primera maqueta "El somni Perdut", amb el qual arran d'aquesta maqueta va començar a fer al costat d'un DJ els seus primers concerts per Vitòria. Una de les cançons es va començar a "viralitzar" per Vitòria, començant a sonar en tots els bars.
En 2004, Ander al costat d'alguns amics va formar la banda (el cognom traduït de la qual a l'anglès dona nom a la banda). En veure la bona acceptació per part del públic, van decidir traslladar-se a Barcelona obrint-se passo a altres escenaris en terres catalanes l'any 2006.

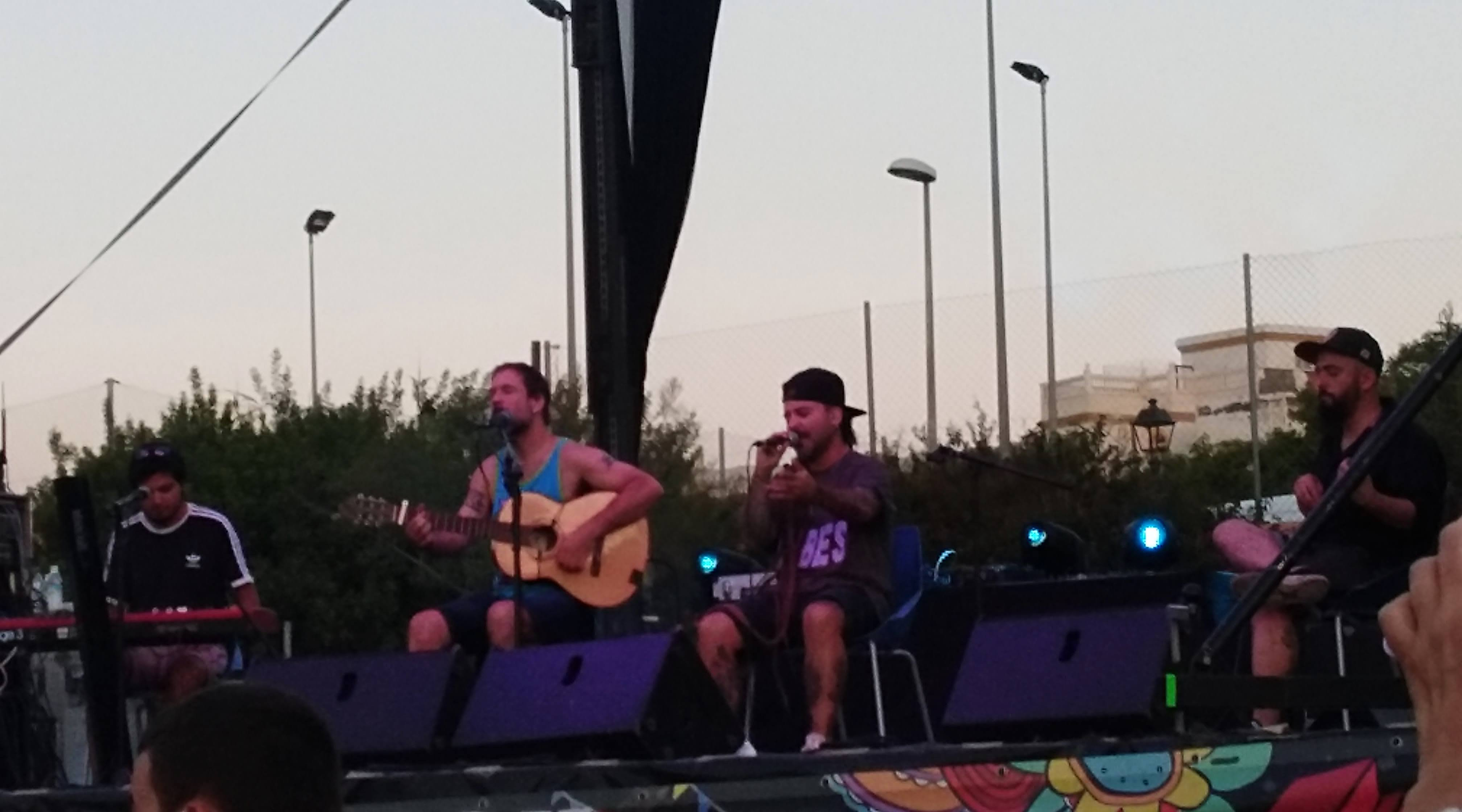
Green Valley el 2022

A partir de 2006, Ander i la seva banda van començar a fer diversos concerts i festivals i a partir 2010, van començar a treure diversos discos: 2010 van publicar "A les teves Mans", 2012 "La veu del poble", 2013 "Mira'm als ulls " (format acústic), 2014 "Fills de la Terra", en 2016 "AHORA", en 2019 "Bajo la Piel" i en 2022 "La Llave Maestra".

## Discogràfica

### Maquetes
- 2002: El sueño perdido (Ander Valverde en solitari).
- 2007: Imigrantes.

### Àlbums
- 2010:En tus manos
- 2012: La voz del pueblo
- 2013: Mirame a los ojos
- 2014: Hijos de la Tierra
- 2016: AHORA.
- 2019: “Bajo la piel"[4]
- 2022: "La Llave Maestra"